# Willa „Modrzejówka” w Krakowie
Willa „Modrzejówka” – zabytkowa willa znajdująca się w Krakowie przy ul. A. Grottgera 11/ ul. Mazowieckiej 14c, na Krowodrzy. Była własnością Heleny Modrzejewskiej.
W 1884 parcelowane tereny folwarczne (zlokalizowane w obecnej dzielnicy Krowodrza, w obszarze wyznaczanym przez dzisiejsze ulice Grottgera, Gzymsików, Mazowiecką i częściowo Sienkiewicza), które należały do krakowskiego szpitala św. Łazarza zakupiła Helena Modrzejewska z zamiarem wybudowania w tym miejscu nowego domu. Willa „Modrzejówka” została zaprojektowana i budowana pod nadzorem przyrodniego brata Heleny Modrzejewskiej Adolfa Opida. Budynek z oranżerią został wzniesiony pod ówczesnym adresem całej posesji – przy ul. Mazowieckiej 14c. Posiadłość została otoczona modrzewiowym parkiem i ogrodem. Modrzejewska wraz z mężem wyposażali ją w meble, ale ostatecznie nigdy w tym domu nie zamieszkali. 

[...] brat jej ś.p. Opid, budowniczy – donosiła krakowska prasa – zbudował tam pałacyk z wielką salą koncertową, lub też na popisy deklamatorskie przeznaczoną..

W 1895 Modrzejewska opisywała swoje plany w stosunku do tej willi:

Na miesiące letnie 1885 r. pojechaliśmy do Zakopanego, a później do naszego nowego domu w Krakowie, zbudowanego z myślą, że w nim, po moim wycofaniu się ze sceny, zamieszkamy za dwa albo trzy lata.

W 1895 Modrzejewska uczestniczyła w światowym Kongresie Kobiet w Chicago, na którym wygłosiła patriotyczną propolską mowę. Osiadła w Stanach Zjednoczonych chcąc zrobić karierę w kraju anglosaskim, szlifując i testując daleko od Europy umiejętności językowe w celu spełnienia największego marzenia, jakim było zagranie Szekspira w Londynie. Poza tym w Europie nie chciała grać po niemiecku, a władze rosyjskie nałożyły na nią zakaz wjazdu na teren imperium (ukaz nie został nigdy uchylony). W 1897 „Modrzejówkę, tj. realność położoną przed rogatką Krowoderską, obejmującą prawie 3 morgi przestrzeni i dom mieszkalny”, czyli całą nieruchomość wraz willą, kupiło na własność Towarzystwo Tanich Mieszkań dla robotników katolików w Krakowie powołane do życia w maju 1897 przez Henryka Jordana, jako pierwsze w Krakowie stowarzyszenie budowlane. Celem działalności towarzystwa była budowa tanich domów dla robotników i ich rodzin, co miało przeciwdziałać pogłębianiu się katastrofalnej sytuacji mieszkaniowej ubogiej części społeczeństwa Krakowa. Prace projektowe dla tych domów prowadzili znani krakowscy architekci. Dwa pierwsze domy otwarto uroczyście 1 czerwca 1900, a w willi zorganizowane zostało miejsce noclegowe przeznaczone dla kawalerów znajdujących się pod opieką osób z Przytuliska dla Weteranów z 1863.
Z przyczyn formalno-prawnych Towarzystwo straciło możliwość funkcjonowania w 1937, zaś cały jego majątek przekazano krakowskiemu Arcybractwu Miłosierdzia.
W 2000 willa, wraz z dawnymi budynkami robotniczymi osiedla Modrzejówka, została wpisana do rejestru zabytków.
Arcybractwo Miłosierdzia zamierza udostępnić część nieruchomości Fundacji dla Modrzejewskiej z przeznaczeniem  na rodzaj salonu aktorki, który dotychczas funkcjonuje w siedzibie arcybractwa.